# Ulla Obel
Ulla Gowertz Obel (født 14. juni 1934) er en dansk kammerdame.
Ulla Obel er uddannet ved Handelshøjskolen i København og i Neuchâtel i Schweiz. Hun har arbejdet som tresproglig korrespondent og som stewardesse i SAS.
Fra 1996 til 2004 har Ulla Obel været hofdame hos dronning Margrethe. Ved sin fratræden blev hun udnævnt til kammerdame. Hun drev i mange år godset Haxholm (Hagsholm) sammen med sin afdøde mand, kammerherre og hofjægermester Christen Winther Obel. Hun bor nu i en aftægtsbolig under godset.